# 원피스 8기
일본 애니메이션 《원피스》 8기 '워터 세븐 편' (ウォーターセブン編)은 오다 에이치로의 원작 만화를 기반으로 도에이 애니메이션이 제작하고 우다 고노스케가 감독한 여덟 번째 시즌이다. 2005년 4월 17일부터 2006년 4월 30일까지 일본 후지 TV에서 처음 방송되었으며, 회차는 총 35회 (229화~263화)에 달한다.
물의 도시 워터 세븐에 도래한 몽키 D. 루피의 밀짚모자 해적단은 고잉 메리 호의 수명이 다했다는 절망적인 소식을 접한다. 배를 포기하자는 루피의 결정에 반발한 우솝은 결전 끝에 해적단을 탈퇴해 버린다. 같은 시각 니코 로빈도 갑작스레 자취를 감추고, 워터 세븐 '아이스버그' 시장의 암살 미수 현장에서 세계정부의 비밀 조직 CP9와 함께 모습을 드러낸다. 그러나 로빈이 해적단을 떠난 것은 고대병기의 위치를 알고 있다는 이유로 정부의 추적을 받던 와중에 동료들을 살리기 위함이었다. 로빈은 고대병기의 설계도를 가진 조선공 프랑키와 함께 사법의 섬 '에니에스 로비'로 이송되고, 모든 사정을 전해들은 루피 일행은 두 사람의 구출 작전에 나선다.
대한민국에서는 대원씨아이에서 판권을 확보하였으며, 2010년 2월 15일 투니버스에서 '원피스 7'이라는 이름으로 원피스 7기의 일부 에피소드와 함께 묶어 더빙 방영이 이루어졌다. 2012년에는 대원방송의 〈원피스 Original〉이란 제목의 무삭제판으로 재더빙되었다. 대원방송판에서는 229화~247화까지 '워터 세븐 파트 1'라는 부제의 '원피스 6기'로, 248화~263화까지 '워터 세븐 파트 2'라는 부제의 '원피스 7기'로 나누어 방영되었다.
8기에서 사용된 오프닝곡은 1곡, 엔딩곡은 4곡이다. 오프닝곡은  보이스타일의 〈마음의 지도〉(ココロのちず)가 사용되었으며, 엔딩곡으로는 태키 츠바사의 〈미래항해〉 (未来航海)가 229화~230화에, 아시아엔지니어의 〈이터널포즈〉 (エターナルポーズ)가 231화~245화에, 트리플레인의 〈Dear Friends〉가 246화~255화에, 동방신기의 〈내일은 오니까〉(明日は来るから)가 256화~263화에 사용되었다. 대한민국에서는 2010년 투니버스 더빙판 당시 오프닝곡으로 김경호의 〈꿈이 있기에〉가, 엔딩곡으로 바다의 〈세상 저 끝까지〉가 사용되었으며, 대원방송판에서는 오프닝곡으로 코요태의 〈우리의 꿈〉이, 엔딩곡으로 신지의 〈나를 너에게〉가 사용되었다.

## 회차 정보
| 전체 번호 | 시즌 번호 | 제목 (대원방송판) 원제목                                                            | 감독                                              | 작가              | 시청률 주간순위 | 본 방송 날짜     | 한국 방송날짜 |
| --------- | --------- | ----------------------------------------------------------------------------------- | ------------------------------------------------- | ----------------- | --------------- | ---------------- | ------------- |
| 229       | 1         | "달리는 바다 열차와 물의 도시 워터 세븐" "疾走海列車と水の都ウォーターセブン"       | 사카이 무네히사 (감독) 요코야마 겐지 (작화감독)   | 가미사카 히로히코 | -               | 2005년 4월 17일  | -             |
| 230       | 2         | "수상 도시의 모험! 거대 조선 공장을 향하여" "水上都市の冒険!目指せ巨大造船工場"     | 우다 고노스케 (감독) 이마무라 다카히로 (작화감독) | 가미사카 히로히코 | -               | 2005년 4월 24일  | -             |
| 231       | 3         | "프랑키 일가와 아이스버그 씨" "フランキー一家とアイスバーグさん"                    | 무카이나카노 요시오                               | 가미사카 히로히코 | -               | 2005년 5월 1일   | -             |
| 232       | 4         | "갤리 라 컴퍼니! 1번 조선소의 장관" "ガレーラカンパニー!壮観一番ドック"             | 우다 고노스케 (감독) 고야마 겐 (작화감독)         | 가미사카 히로히코 | -               | 2005년 5월 15일  | -             |
| 233       | 5         | "해적 유괴 사건과 죽음만을 기다리는 해적선" "海賊誘拐事件と死を待つだけの海賊船"    | 미야모토 히로아키 (감독) 요코야마 겐지 (작화감독) | 가미사카 히로히코 | -               | 2005년 5월 22일  | -             |
| 234       | 6         | "동료 구출! 프랑키 하우스 습격" "仲間救出!殴りこみフランキーハウス"                 | 가도타 히데히코                                   | 가미사카 히로히코 | -               | 2005년 6월 5일   | -             |
| 235       | 7         | "달밤의 대격투! 슬픔에 펄럭이는 해적기!" "月下の大喧嘩!哀しみに翻る海賊旗!"         | 도코로 가츠미                                     | 가미사카 히로히코 | -               | 2005년 6월 12일  | -             |
| 236       | 8         | "루피 대 우솝! 맞부딪히는 사나이의 의지" " ルフィvsウソップ!ぶつかる男の意地"       | 사카이 무네히사                                   | 가미사카 히로히코 | -               | 2005년 6월 19일  | -             |
| 237       | 9         | "충격에 휩싸인 물의 도시! 표적이 된 아이스버그!" "激震水の都!狙われたアイスバーグ"  | 이케다 요코                                       | 가미사카 히로히코 | -               | 2005년 7월 3일   | -             |
| 238       | 10        | "고무고무 인간 대 불을 내뿜는 사이보그!" "ゴムゴム人間VS火を吹く改造人間"           | 무카이나카노 요시오                               | 가미사카 히로히코 | -               | 2005년 7월 10일  | -             |
| 239       | 11        | "범인은 밀짚모자 해적단? 물의 도시의 파수꾼" "犯人は麦わら海賊団?水の都の用心棒"    | 하타노 모리오                                     | 가미사카 히로히코 | -               | 2005년 7월 31일  | -             |
| 240       | 12        | "영원한 이별? 어둠을 끌어들이는 여자, 니코 로빈" "永遠の別れ?闇を引く女ニコ·ロビン" | 미야모토 히로아키                                 | 가미사카 히로히코 | -               | 2005년 8월 7일   | -             |
| 241       | 13        | "로빈을 붙잡아라! 밀짚모자 해적단의 결심" "ロビンを捕まえろ!麦わら一味の決意"       | 가도타 히데히코                                   | 가미사카 히로히코 | -               | 2005년 8월 14일  | -             |
| 242       | 14        | "신호는 포격과 함께! 움직이기 시작한 CP9" "合図は砲撃と共に!動き出したCP9"          | 도코로 가츠미                                     | 가미사카 히로히코 | -               | 2005년 8월 21일  | -             |
| 243       | 15        | "가면을 벗은 CP9! 놀라운 그들의 정체!" "仮面を取ったCP9!その驚きの素顔"             | 우다 고노스케                                     | 가미사카 히로히코 | -               | 2005년 9월 4일   | -             |
| 244       | 16        | "은밀한 인연! 아이스버그와 프랑키" "秘めた絆!アイスバーグとフランキー"              | 사카이 무네히사                                   | 가미사카 히로히코 | -               | 2005년 9월 11일  | -             |
| 245       | 17        | "돌아와 줘 로빈! CP9와의 대결" "帰って来いロビン!CP9との対決!"                      | 가도타 히데히코                                   | 가미사카 히로히코 | -               | 2005년 9월 18일  | -             |
| 246       | 18        | "밀짚모자 해적단 전멸? 모델 레오파드의 위협!" "麦わら海賊団全滅?モデル豹の脅威!"    | 이케다 요코                                       | 가미사카 히로히코 | -               | 2005년 10월 23일 | -             |
| 247       | 19        | "배조차도 사랑한 사나이! 우솝의 눈물" "船からも愛された男!ウソップの涙!"            | 하타노 모리오                                     | 가미사카 히로히코 | -               | 2005년 10월 30일 | -             |
| 248       | 20        | "프랑키의 과거! 바다 열차가 처음 달린 날" "フランキーの過去!海列車が走った日"       | 미야모토 히로아키                                 | 가미사카 히로히코 | -               | 2005년 11월 6일  | -             |
| 249       | 21        | "스팬덤의 음모! 바다 열차가 흔들린 날" "スパンダムの陰謀!海列車が揺れた日"          | 도코로 가츠미                                     | 가미사카 히로히코 | -               | 2005년 11월 13일 | -             |
| 250       | 22        | "전설적인 남자의 최후! 바다 열차가 울었던 날" "伝説の男の最期!海列車が泣いた日"     | 고야마 겐                                         | 가미사카 히로히코 | -               | 2005년 11월 27일 | -             |
| 251       | 23        | "배신의 진상! 로빈의 슬픈 결심!" "裏切りの真相!ロビンの哀しき決意!"                 | 사카이 무네히사                                   | 가미사카 히로히코 | -               | 2005년 11월 27일 | -             |
| 252       | 24        | "동료를 갈라놓는 기적! 달리기 시작한 바다 열차" "仲間を引き離す汽笛!走り出す海列車" | 나카오 유키히코 (감독) 요코야마 겐지 (작화감독)   | 가미사카 히로히코 | -               | 2005년 12월 4일  | -             |
| 253       | 25        | "상디 돌입! 폭풍 속의 바다 열차 안에서!" "サンジ突入!嵐の中の海列車バトル!"         | 이케다 요코                                       | 가미사카 히로히코 | -               | 2005년 12월 11일 | -             |
| 254       | 26        | "나미, 영혼의 외침! 밀짚모자 루피, 부활!" "ナミ魂の叫び!麦わらのルフィ復活!"        | 하타노 모리오                                     | 가미사카 히로히코 | -               | 2006년 1월 22일  | -             |
| 255       | 27        | "또 하나의 바다 열차? 로켓 맨 출격" "もう一つの海列車?ロケットマン出撃"             | 고야마 겐                                         | 가미사카 히로히코 | -               | 2006년 1월 29일  | -             |
| 256       | 28        | "동료를 구해라! 주먹에 맹세한 적 사이의 인연!" "仲間を救え!拳に誓った敵同士の絆!"   | 미야모토 히로아키                                 | 가미사카 히로히코 | -               | 2006년 2월 5일   | -             |
| 257       | 29        | "파도를 부숴라! 루피와 조로의 최강 콤보!" "波を砕け!ルフィとゾロの最強合体技"       | 나카오 유키히코                                   | 가미사카 히로히코 | -               | 2006년 2월 26일  | -             |
| 258       | 30        | "의문의 사나이 등장!? 그 이름, 저격왕!" "謎の男登場!?その名はそげキング!"           | 사카이 무네히사                                   | 가미사카 히로히코 | -               | 2006년 3월 5일   | -             |
| 259       | 31        | "요리사 대결! 상디 VS 라면 권법" "コック対決!サンジVSラーメン拳法"                  | 고야마 겐                                         | 가미사카 히로히코 | -               | 2006년 3월 12일  | -             |
| 260       | 32        | "지붕 위의 결투! 프랑키 대 네로!" "屋根の上の決闘!フランキーVSネロ"                 | 이케다 요코                                       | 가미사카 히로히코 | -               | 2006년 3월 19일  | -             |
| 261       | 33        | "격돌! 도깨비 베는 조로 대 선박 절단기 티본" "激突!鬼斬りゾロVS船斬りTボーン"       | 하타노 모리오 (감독) 오리모토 마키코 (작화감독)   | 가미사카 히로히코 | -               | 2006년 4월 2일   | -             |
| 262       | 34        | "로빈 탈환전! 저격왕의 비책!!" "ロビン争奪戦!そげキングの奇策!!"                    | 나카오 유키히코                                   | 가미사카 히로히코 | -               | 2006년 4월 16일  | -             |
| 263       | 35        | "사법 섬! 에니에스 로비의 전경" "司法の島!エニエス·ロビーの全貌!"                   | 미야모토 히로아키                                 | 가미사카 히로히코 | -               | 2006년 4월 30일  | -             |